# Ruyaulcourt
Ruyaulcourt – miejscowość i gmina we Francji, w regionie Hauts-de-France, w departamencie Pas-de-Calais.
Według danych na rok 1990 gminę zamieszkiwały 304 osoby, a gęstość zaludnienia wynosiła 47 osób/km² (wśród 1549 gmin regionu Nord-Pas-de-Calais Ruyaulcourt plasuje się na 925. miejscu pod względem liczby ludności, natomiast pod względem powierzchni na miejscu 553.).